# Louis Bertha
Louis Bertha (Brugge, 1620 - 12 augustus 1697) was een Brugse dominicaan.

## Levensloop
Bertha trad in 1640 in bij de Brugse predikheren en werd op 19 oktober 1644 geprofest. Hij oefende opeenvolgend de functies uit van sub-prior, cantor en procurator. Daarnaast schreef hij geleerde werken.

## Publicaties
- Originum plagarum christianum orem devastantium, Brugge, Alexander Michiels, 1658.
- Medicum christianum detergentem sanguineis lachrymis deplorandam ferrei hujus saeculi caecitatem, presentium et imminentium plagarum originem, Antwerpen, Engelbert Gymnici, 1665.
- Over de zeven werken van bermhertigheyt, Brugge, Alexander Michiels, 1659.
- De zuiveringskoord van Sint Thomas van Aquino, Antwerpen, M.Cnobbaert, 1665.
- Leven van de heilige Ludovicus Bertrandus, 1671.
- Hoe men godtvruchtighlick kan leven, Brugge, Alexander Michiels, 1673.